# Пестрокрылки

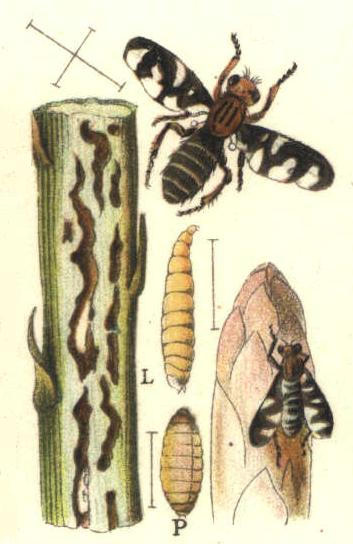

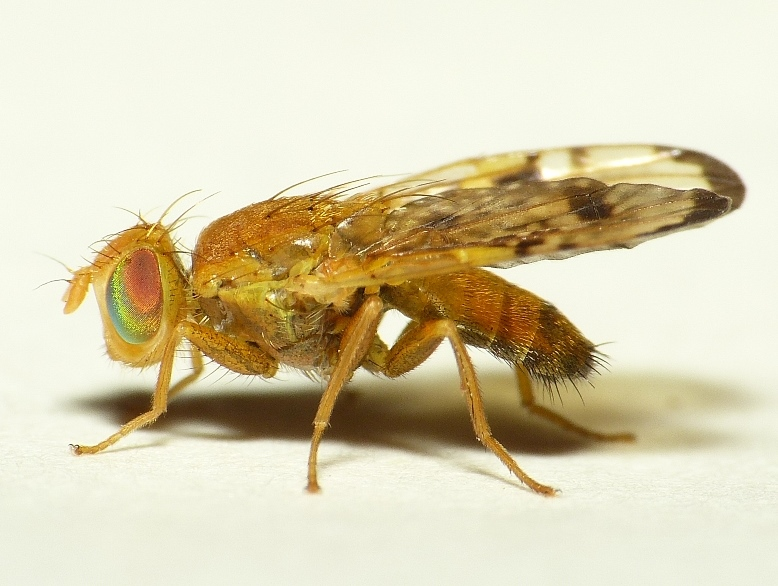
Xyphosia miliaria, самец

Пестрокрылки (лат. Tephritidae) — семейство двукрылых насекомых из подотряда короткоусых (Brachycera). Описано более 4300 видов, объединяемых примерно в 480 родов.

## Распространение
Распространены на всех континентах, кроме Антарктиды. Распределение по зоогеографическим областям:
- Афротропика — 154 рода, 929 видов
- Австралазия — 145, 785
- Неарктика — 62, 361
- Неотропика — 72, 747
- Индомалайская — 157, 975
- Палеарктика — 137 родов, 882 вида

## Описание
Мелкие и средних размеров мухи (обычно 3—8 мм), редко крупные (до 20 мм) с пятнистыми крыльями. У большинства представителей на крыльях присутствуют полоски и пятна. Субкостальная жилка хорошо склеротизирована на всём протяжении, у вершины обычно оканчивается складкой. Она подходит к краю крыла под прямым или почти прямым углом.

## Биология
Личинки многих видов питаются фруктами и семенами, другие развиваются в стеблях растений. Некоторые пестрокрылки являются галлообразователями. Изредка встречаются сапрофаги и паразитоиды.
Пестрокрылки, или так называемые «настоящие плодовые мухи» (Tephritidae) включают почти пять тысяч видов с широким спектром предпочтений в питании личинок: от сапрофагов под корой мёртвых деревьев или в стеблях бамбука (Phytalmiinae, Gastrozonini), паразитоидов насекомых (Tachiniscinae) до потребителей тканей у различных травянистых растений (Blepharoneurinae, Adramini, Trypetina, Zaceratini и Tephritinae Terelliini), до настоящих потребителей плодов (Blepharoneurinae, Ceratitidini, Dacini, Adramini, Carpomyini, Toxotrypanini, а также некоторые Trypetinae), потребителей тканей и семян растений из семейства Asteraceae (большинство Tephritinae), потребителей цветков и семян Lamiaceae и Acanthaceae (Tephrellini и Pliomelaenini), и, наконец, индукторы галлов, преимущественно в цветках, стеблях и корневищах Asteraceae (Tephritinae). Единственные галло-индуцирующие тефритиды за пределами подсемейства Tephritinae — это виды рода Notomma (Carpomyini Notommatina), личинки которых способны вызывать образование галлов в ветках Dicrostachys и Vachellia (Fabaceae).
Общее количество галлообразующих пестрокрылок оценивается примерно в 400—450, то есть 6—7 % известных видов Tephritidae. Таким образом, после комаров-галлиц (Cecidomyiidae) пестрокрылки как индукторы галлов являются вторыми по численности среди всех семейств двукрылых.

## Хозяйственное значение
Некоторые виды — опасные вредители плодовых культур. Например, средиземноморская плодовая муха только в одном штате Калифорния ежегодно наносит ущерб, оцениваемый в более чем 1,2 млрд долларов.

## Классификация
Более 4300 видов и 480 родов, объединяемых в 6 подсемейств. Большинство родов (более 180) содержат по одному виду (монотипные), но шесть родов достаточно крупные и включают более 100 видов каждый (Anastrepha, Bactrocera, Campiglossa, Dacus, Tephritis, Trupanea). Среди экономически важных крупных родов следующие: Bactrocera (520 видов), Dacus (243), Anastrepha (198), Ceratitis (78), Rhagoletis (69).
Молекулярный филогенетический анализ подсемейства Tephritinae, которое включает почти все цецидогенные виды семейства Tephritidae, позволил ревизовать состав несколько триб и групп родов и изменил их концепции, основанные только на морфологии и, таким образом, изменил гипотетические сценарии эволюции взаимоотношений муха/хозяин-растение и, в частности, индукции галла в различных филогенетических линиях.
В 2021 году было показано, что индукция галла возникает независимо внутри Myopitini (в двух линиях), Cecidocharini, группы родов Tomoplagia, Eurostini, Eutreta, группы родов Tephritis, Platensinini, группы родов Campiglossa и группы родов Sphenella независимо и более или менее синхронно из-за перехода к растениям-хозяевам с цветками меньших размеров и чувствительным к питанию личинок, вызывающим разрастание тканей. Возможно, это было результатом временной аридизации травянистых биомов Неарктического и Афротропического регионов в позднем миоцене или раннем плиоцене.
Видовое разнообразие подсемейств:
- Blepharoneurinae (5 родов и 34 вида)
- Dacinae (41, 1066)
- Phytalmiinae (95, 331)
- Tachiniscinae (8, 18)
- Tephritinae (211, 1859)
- Trypetinae (118, 1012)
- Роды incertae sedis
  - Oxyphora, Pseudorellia, Stylia (в них около 30 видов)